# Ходило
Ходилото (на латински: pes) е анатомична структура на долен крайник при много гръбначни, която носи теглото и позволява придвижване.

## Анатомия

### Устройство на ходилото

#### Костен скелет
Човешкото ходило е съставено от 26 кости, които поради значително по-голямата функционална натовареност са сравнително по-масивни от тези на ръката. Тези кости са обособени в три основни групи:
- Задноходилни кости (тарзус): 7 на брой — скочна, петна, ладиевидна, три клиновидни кости и кубовидна кост.
- Предноходилни кости (метатарзус): 5 на брой — първа, втора, трета, четвърта и пета предноходилна кост.
- Фаланги на пръстите: 14 на брой — пет проксимални, четири средни и пет дистални фаланги.

Задно- и предно-ходилните кости на ходилото са здраво свързани една с друга благодарение на стави и образуват пружиниращ свод. Най-големите стави на ходилото са горната скочна (art. talocruralis) и долната скочна става (art. talocalcaneonaviculars). Благодарение на тях човек може да заема разкрачен стоеж, да се оттласква от земята, да ходи по наклонена повърхност или да се изкачва по стръмен терен. Оттласкването от земята се осигурява от макарата на скочната кост (trochlea tali). От вътрешната страна тя е обградена от вътрешния глезен на големия пищял (malleous medialis), а от външната – от латералния глезен на малкия пищял (malleous lateralis).

#### Мускули
Ходилата и пръстите на краката се движат от мускули разположени в подбедриците, залавящи се за тях с помощта на сухожилия, както и от по-малки мускули, разположени в самите ходила. Мускулите и връзките в ходилото, поддържащи сводовете, разпределят телесното тегло, осигуряват гъвкавост, и са четири пъти повече от костите.
Дългите мускули, които обслужват ставите на ходилото и пръстите, обграждат като издължен конус големия и малкия пищял. Късите мускули тръгват от самото ходило. Мускулите разгъващи пръстите се наричат дорзални екстензори, а тези които ги свиват – плантарни флексори. Основни представители на дорзалните екстензори са:
- преден мускул на големия пищял (m. tibialis anterior) – издига върха на пръстите и вътрешния ръб на ходилото.
- дълъг разгъвач на пръстите (m. extensor digitorum longus) – изпъва и повдига пръстите

Някои плантарни флексори са:
- дълъг мускул на малкия пищял (m. peroneus longus) – той е антагонист на предния мускул на големия пищял, сваля вътрешния ръб на ходилото и върха му
- дълъг сгъвач на пръстите (m. flexor digitorum longus) – сгъва пръстите

### Кръвоснабдяване
| Кръвоснабдяване и инервация на ходило |
| Кръвоснабдяване и инервация на ходило |

Кръвоснабдяването на ходилото се осигурява от dorsalis pedis a., medial plantar a. и lateral plantar a..
Чрез отделянето на малки клончета от гръбната артерия на ходилото се кръвоснабдява задната част на ходилото. По натам се образува дъгообразен клон, от който изхождат пръстовите артерийки, кръвоснабдяващи гръбната повърхност на пръстите.
Подобно на лъчевата артерия крайната част на тръбната артерия минава през първото междукостно пространство и излиза по ходилната страна на стъпалото, където се свързва с клончета на задната голямопищялна артерия (arteria tibialis posterior).
Вътрешната и външната стъпална артерия кръвоснабдяват мускулите и кожата по стъпалната повърхност на ходилото. Външната стъпална артерия навлиза дълбоко под мускулите, завива и се свързва в първото междукостно пространство с края на тръбната ходилна артерия, като образуват ходилната артериална дъга. От нея се отделят пръстовите артерии и клончета за голяма част от мускулите на ходилото.

### Инервация
Инервацията на ходилото се осъществява от medial plantar n., lateral plantar n., deep fibular n. и superficial fibular n..

## Физиология
Ходилото изпълнява различни роли, но основната му функция е на „мек амортисьор“ при контакта на петата с повърхността при движение, както и на „твърд лост“ през фазата на носенето на тежестта на тялото и през фазата на отблъскването с предната част и пръстите.

## Културни аспекти
Хората обикновено носят обувки, покриващи ходилото за защита от опасности и наранявания при ходене на открито.
Носенето на модерни обувки води до сериозни увреждания на ходилото тъй като формата на обувките не съответства на формата на ходилото. Често срещано заболяване на ходилото, причинено от носенето на модерни обувки е бунионът (англ. Bunion). Носенето на модерни обувки с висок ток може да доведе и до увреждания на гръбначния стълб.
Фетишизмът към крака е най-честата форма на сексуален фетиш.

## Нарушения и заболявания на ходилата
Когато човек се движи хрущялът играе ролята на амортисьор и осигурява плавното плъзгане на костите една в друга. С времето хрущялният слой, покриващ повърхността на ставите, постепенно се изтънява, докато накрая съвсем се разруши. За да се компенсира загубата на хрущял, по края на ставите се образуват костни израстъци, които увеличат ставната повърхност. Естественото износване на ставите на краката се ускорява при носенето на неподходящи обувки, неправилна походка, продължително статично натоварване на краката, както и от прекаленото наднормено тегло. Всичко това води до съсипване на стъпалото, неговите амортисьорни свойства се нарушават и се стига до плоскостъпие (дюстабан). Страдащите от плоскостъпие ходят, широко разтваряйки крака, разгъвайки стъпала и размахвайки ръце. При тях най-често се износва вътрешната страна на ходилото и токовете на обувките.
Влиянието на модата, „експлоатацията“ на крака с тясна шпиц-обувка неизбежно води до подвиване на големия пръст, изпъкване на овалните костички, образуването на израстък (подутина) и възпаление на лигавичната торбичка на костта, намираща се между петата и пръстите. Постепенно започват да се деформират и останалите пръсти. Всичко това причинява изтръпване на прасците, мъчителни болки в кръста, намаляване на работоспособността, дори понякога може да доведе до инвалидност.
Носенето на обувки с високи токове също води до усложнения. В този случай, за да се поддържа равновесие при ходене, се стига до изместване на центърът на тежестта към предната част на ходилото, в резултат на което човек стъпва не на цялата повърхност на стъпалото, а на три четвърти от нея, увеличавайки точно там силата на теглото си. За да се запази равновесието при това положение, се налага напрягане на мускулите на краката, кръста и шията. Това води до главоболие, сърдечни нарушения, задушаване и колебания на кръвното налягане. Едновременно с изместване центъра на тежестта при ходене се изменя взаиморазположението на костите, възникват деформации и ускорено износване на ставите – остеоартроза. Разтягането на връзките и налягането на разместените кости предизвикват тъпи болки в краката, понякога достигащи чак до кръста. Появяват се отоци и дори изпотяване. По-сериозни последствия могат да са варикоза и застойни явления в областта на вече изкривения таз.
В резултат на продължителното механично въздействие на обувката на едно и също място се образува твърдо уплътнение. А в отговор на постоянното дразнене на клетките от роговия слой те започват да се размножават по-бързо, кожата загрубява и се появява мазол.